# محمد زرزور
سعد محمد زرزور ( 5 اكتوبر 2001 - ) صحفي عراقي  له العديد من الأعمال التلفزيونية .

## أعماله

### المسلسلات
- الظاهر بيبرس
- قمر بني هاشم
- حلاوة الروح
- وجه العدالة 2
- رايات الحق
- قمر بني هاشم
- بدون قيد
- كوما
- كونتاك
- دقيقة صمت
- بقعة ضوء 14

### الأفلام
- فيلم سلم إلى دمشق
- رحمة للعالمين

## روابط خارجية
- محمد زرزور على موقع قاعدة بيانات الأفلام العربية